# Grand Prix Las Vegas 2023
Grand Prix Las Vegas 2023, oficjalnie Formula 1 Heineken Silver Las Vegas Grand Prix 2023 – formalnie dwudziesta pierwsza runda Mistrzostw Świata Formuły 1 w sezonie 2023. Weekend Grand Prix odbył się w dniach 16–18 listopada 2023 na torze Las Vegas Strip Circuit w Paradise. Wyścig wygrał Max Verstappen (Red Bull Racing), a na podium kolejno stanęli Charles Leclerc (Ferrari) oraz Sergio Pérez (Red Bull Racing).

## Lista startowa
| Nr          | Kierowca         | Zespół                                | Samochód                          | Silnik              | Opony |
| ----------- | ---------------- | ------------------------------------- | --------------------------------- | ------------------- | ----- |
| 1           | Max Verstappen   | Oracle Red Bull Racing                | Red Bull RB19                     | Honda RBPTH001      | P     |
| 2           | Logan Sargeant   | Williams Racing                       | Williams FW45                     | Mercedes-AMG F1 M14 | P     |
| 3           | Daniel Ricciardo | Scuderia AlphaTauri                   | AlphaTauri AT04                   | Honda RBPTH001      | P     |
| 4           | Lando Norris     | McLaren F1 Team                       | McLaren MCL60                     | Mercedes-AMG F1 M14 | P     |
| 10          | Pierre Gasly     | BWT Alpine F1 Team                    | Alpine A523                       | Renault E-Tech RE23 | P     |
| 11          | Sergio Pérez     | Oracle Red Bull Racing                | Red Bull RB19                     | Honda RBPTH001      | P     |
| 14          | Fernando Alonso  | Aston Martin Aramco Cognizant F1 Team | Aston Martin AMR23                | Mercedes-AMG F1 M14 | P     |
| 16          | Charles Leclerc  | Scuderia Ferrari                      | Ferrari SF-23                     | Ferrari 066/10      | P     |
| 18          | Lance Stroll     | Aston Martin Aramco Cognizant F1 Team | Aston Martin AMR23                | Mercedes-AMG F1 M14 | P     |
| 20          | Kevin Magnussen  | MoneyGram Haas F1 Team                | Haas VF-23                        | Ferrari 066/10      | P     |
| 22          | Yūki Tsunoda     | Scuderia AlphaTauri                   | AlphaTauri AT04                   | Honda RBPTH001      | P     |
| 23          | Alexander Albon  | Williams Racing                       | Williams FW45                     | Mercedes-AMG F1 M14 | P     |
| 24          | Zhou Guanyu      | Alfa Romeo F1 Team Stake              | Alfa Romeo C43                    | Ferrari 066/10      | P     |
| 27          | Nico Hülkenberg  | MoneyGram Haas F1 Team                | Haas VF-23                        | Ferrari 066/10      | P     |
| 31          | Esteban Ocon     | BWT Alpine F1 Team                    | Alpine A523                       | Renault E-Tech RE23 | P     |
| 44          | Lewis Hamilton   | Mercedes-AMG PETRONAS F1 Team         | Mercedes-AMG F1 W14 E Performance | Mercedes-AMG F1 M14 | P     |
| 55          | Carlos Sainz Jr. | Scuderia Ferrari                      | Ferrari SF-23                     | Ferrari 066/10      | P     |
| 63          | George Russell   | Mercedes-AMG PETRONAS F1 Team         | Mercedes-AMG F1 W14 E Performance | Mercedes-AMG F1 M14 | P     |
| 77          | Valtteri Bottas  | Alfa Romeo F1 Team Stake              | Alfa Romeo C43                    | Ferrari 066/10      | P     |
| 81          | Oscar Piastri    | McLaren F1 Team                       | McLaren MCL60                     | Mercedes-AMG F1 M14 | P     |
| Źródło: FIA |                  |                                       |                                   |                     |       |

## Wyniki

### Najlepsze czasy sesji treningowych
| Sesja       | Nr | Kierowca        | Konstruktor | Czas     | Okr. |
| ----------- | -- | --------------- | ----------- | -------- | ---- |
| 1           | 16 | Charles Leclerc | Ferrari     | 1:40,909 | 4    |
| 2           | 16 | Charles Leclerc | Ferrari     | 1:35,265 | 39   |
| 3           | 63 | George Russell  | Mercedes    | 1:34,093 | 23   |
| Źródło: FIA |    |                 |             |          |      |

### Kwalifikacje
| P                    | Nr | Kierowca         | Konstruktor                  | Czasy w kwalifikacjach | Czasy w kwalifikacjach | Czasy w kwalifikacjach | Poz. s. |
| P                    | Nr | Kierowca         | Konstruktor                  | Q1                     | Q2                     | Q3                     | Poz. s. |
| -------------------- | -- | ---------------- | ---------------------------- | ---------------------- | ---------------------- | ---------------------- | ------- |
| 1                    | 16 | Charles Leclerc  | Ferrari                      | 1:33,617               | 1:32,775               | 1:32,726               | 1       |
| 2                    | 55 | Carlos Sainz Jr. | Ferrari                      | 1:33,851               | 1:33,338               | 1:32,770               | 12      |
| 3                    | 1  | Max Verstappen   | Red Bull Racing-Honda RBPT   | 1:34,190               | 1:33,572               | 1:33,104               | 2       |
| 4                    | 63 | George Russell   | Mercedes                     | 1:34,137               | 1:33,351               | 1:33,112               | 3       |
| 5                    | 10 | Pierre Gasly     | Alpine-Renault               | 1:34,272               | 1:33,494               | 1:33,239               | 4       |
| 6                    | 23 | Alexander Albon  | Williams-Mercedes            | 1:34,634               | 1:33,588               | 1:33,323               | 5       |
| 7                    | 2  | Logan Sargeant   | Williams-Mercedes            | 1:34,525               | 1:33,733               | 1:33,513               | 6       |
| 8                    | 77 | Valtteri Bottas  | Alfa Romeo-Ferrari           | 1:34,305               | 1:33,809               | 1:33,525               | 7       |
| 9                    | 20 | Kevin Magnussen  | Haas-Ferrari                 | 1:34,337               | 1:33,664               | 1:33,537               | 8       |
| 10                   | 14 | Fernando Alonso  | Aston Martin Aramco-Mercedes | 1:34,422               | 1:33,617               | 1:33,555               | 9       |
| 11                   | 44 | Lewis Hamilton   | Mercedes                     | 1:34,307               | 1:33,837               |                        | 10      |
| 12                   | 11 | Sergio Pérez     | Red Bull Racing-Honda RBPT   | 1:34,574               | 1:33,855               |                        | 11      |
| 13                   | 27 | Nico Hülkenberg  | Haas-Ferrari                 | 1:34,265               | 1:33,979               |                        | 13      |
| 14                   | 18 | Lance Stroll     | Aston Martin Aramco-Mercedes | 1:34,504               | 1:34,199               |                        | 19      |
| 15                   | 3  | Daniel Ricciardo | AlphaTauri-Honda RBPT        | 1:34,683               | 1:34,308               |                        | 14      |
| 16                   | 4  | Lando Norris     | McLaren-Mercedes             | 1:34,703               |                        |                        | 15      |
| 17                   | 31 | Esteban Ocon     | Alpine-Renault               | 1:34,834               |                        |                        | 16      |
| 18                   | 24 | Zhou Guanyu      | Alfa Romeo-Ferrari           | 1:34,849               |                        |                        | 17      |
| 19                   | 81 | Oscar Piastri    | McLaren-Mercedes             | 1:34,850               |                        |                        | 18      |
| 20                   | 22 | Yūki Tsunoda     | AlphaTauri-Honda RBPT        | 1:36,447               |                        |                        | 20      |
| 107% czasu: 1:40,170 |    |                  |                              |                        |                        |                        |         |
| Źródło: FIA          |    |                  |                              |                        |                        |                        |         |

### Wyścig
| P           | Nr | Kierowca         | Konstruktor                  | Okr. | Czas                 | Start | +/−       | Punkty |
| ----------- | -- | ---------------- | ---------------------------- | ---- | -------------------- | ----- | --------- | ------ |
| 1           | 1  | Max Verstappen   | Red Bull Racing-Honda RBPT   | 50   | 1:29:08,289          | 2     | 1         | 25     |
| 2           | 16 | Charles Leclerc  | Ferrari                      | 50   | +2,070               | 1     | 1         | 18     |
| 3           | 11 | Sergio Pérez     | Red Bull Racing-Honda RBPT   | 50   | +2,241               | 11    | 8         | 15     |
| 4           | 31 | Esteban Ocon     | Alpine-Renault               | 50   | +18,665              | 16    | 12        | 12     |
| 5           | 18 | Lance Stroll     | Aston Martin Aramco-Mercedes | 50   | +20,067              | 19    | 14        | 10     |
| 6           | 55 | Carlos Sainz Jr. | Ferrari                      | 50   | +20,834              | 12    | 6         | 8      |
| 7           | 44 | Lewis Hamilton   | Mercedes                     | 50   | +21,755              | 10    | 3         | 6      |
| 8           | 63 | George Russell   | Mercedes                     | 50   | +23,091              | 3     | 5         | 4      |
| 9           | 14 | Fernando Alonso  | Aston Martin Aramco-Mercedes | 50   | +25,964              | 9     | Bez zmian | 2      |
| 10          | 81 | Oscar Piastri    | McLaren-Mercedes             | 50   | +29,496              | 18    | 8         | 1+1    |
| 11          | 10 | Pierre Gasly     | Alpine-Renault               | 50   | +34,270              | 4     | 7         |        |
| 12          | 23 | Alexander Albon  | Williams-Mercedes            | 50   | +43,398              | 5     | 7         |        |
| 13          | 20 | Kevin Magnussen  | Haas-Ferrari                 | 50   | +44,825              | 8     | 5         |        |
| 14          | 3  | Daniel Ricciardo | AlphaTauri-Honda RBPT        | 50   | +48,525              | 14    | Bez zmian |        |
| 15          | 24 | Zhou Guanyu      | Alfa Romeo-Ferrari           | 50   | +50,162              | 17    | 2         |        |
| 16          | 2  | Logan Sargeant   | Williams-Mercedes            | 50   | +50,882              | 6     | 10        |        |
| 17          | 77 | Valtteri Bottas  | Alfa Romeo-Ferrari           | 50   | +1:25,350            | 7     | 10        |        |
| 18          | 22 | Yūki Tsunoda     | AlphaTauri-Honda RBPT        | 46   | NU (skrzynia biegów) | 20    | 2         |        |
| 19          | 27 | Nico Hülkenberg  | Haas-Ferrari                 | 45   | NU (silnik)          | 13    |           |        |
| NS          | 4  | Lando Norris     | McLaren-Mercedes             | 2    | NU (wypadek)         | 15    |           |        |
| Źródło: FIA |    |                  |                              |      |                      |       |           |        |

### Najszybsze okrążenie
| Nr          | Kierowca      | Konstruktor      | Czas     | Okr. |
| ----------- | ------------- | ---------------- | -------- | ---- |
| 81          | Oscar Piastri | McLaren-Mercedes | 1:35,490 | 47   |
| Źródło: FIA |               |                  |          |      |

### Prowadzenie w wyścigu
| Nr                              | Kierowca        | Konstruktor                | Okrążenia           | Suma |
| ------------------------------- | --------------- | -------------------------- | ------------------- | ---- |
| 1                               | Max Verstappen  | Red Bull Racing-Honda RBPT | 1–15, 37–50         | 29   |
| 16                              | Charles Leclerc | Ferrari                    | 16–21, 27–31, 35–36 | 13   |
| 11                              | Sergio Pérez    | Red Bull Racing-Honda RBPT | 22–26, 32–34        | 8    |
| \| Wykres \| \| ------ \| \| \| |                 |                            |                     |      |
| Źródło: FIA                     |                 |                            |                     |      |
| Wykres                          |                 |                            |                     |      |
|                                 |                 |                            |                     |      |

## Klasyfikacja po wyścigu

### Kierowcy
| P           | +/−       | Kierowca         | Zgł. | Punkty | P1 | P2 | P3 | PP | NO | NS | NU | NW | WYC | DK |
| ----------- | --------- | ---------------- | ---- | ------ | -- | -- | -- | -- | -- | -- | -- | -- | --- | -- |
| 1           | Bez zmian | Max Verstappen   | 21   | 549    | 18 | 2  | –  | 11 | 8  | –  | –  | –  | –   | –  |
| 2           | Bez zmian | Sergio Pérez     | 21   | 273    | 2  | 4  | 3  | 2  | 2  | 2  | 2  | –  | –   | –  |
| 3           | Bez zmian | Lewis Hamilton   | 21   | 232    | –  | 3  | 3  | 1  | 4  | 1  | 1  | –  | –   | 1  |
| 4           | 2         | Carlos Sainz Jr. | 21   | 200    | 1  | –  | 2  | 2  | –  | 2  | 1  | 1  | –   | –  |
| 5           | 1         | Fernando Alonso  | 21   | 200    | –  | 3  | 5  | –  | 1  | 2  | 2  | –  | –   | –  |
| 6           | 1         | Lando Norris     | 21   | 195    | –  | 6  | 1  | –  | 1  | 1  | 1  | –  | –   | –  |
| 7           | Bez zmian | Charles Leclerc  | 21   | 188    | –  | 2  | 3  | 5  | –  | 4  | 3  | 1  | –   | 1  |
| 8           | Bez zmian | George Russell   | 21   | 160    | –  | –  | 1  | –  | 1  | 3  | 4  | –  | –   | –  |
| 9           | Bez zmian | Oscar Piastri    | 21   | 89     | –  | 1  | 1  | –  | 2  | 3  | 3  | –  | –   | –  |
| 10          | Bez zmian | Lance Stroll     | 21   | 73     | –  | –  | –  | –  | –  | 3  | 4  | –  | 1   | –  |
| 11          | Bez zmian | Pierre Gasly     | 21   | 62     | –  | –  | 1  | –  | –  | 1  | 3  | –  | –   | –  |
| 12          | Bez zmian | Esteban Ocon     | 21   | 58     | –  | –  | 1  | –  | –  | 6  | 7  | –  | –   | –  |
| 13          | Bez zmian | Alexander Albon  | 21   | 27     | –  | –  | –  | –  | –  | 4  | 4  | –  | –   | –  |
| 14          | Bez zmian | Yūki Tsunoda     | 21   | 13     | –  | –  | –  | –  | 1  | 2  | 2  | 1  | –   | –  |
| 15          | Bez zmian | Valtteri Bottas  | 21   | 10     | –  | –  | –  | –  | –  | 3  | 3  | –  | –   | –  |
| 16          | Bez zmian | Nico Hülkenberg  | 21   | 9      | –  | –  | –  | –  | –  | 1  | 2  | –  | –   | –  |
| 17          | Bez zmian | Daniel Ricciardo | 6    | 6      | –  | –  | –  | –  | –  | –  | –  | –  | –   | –  |
| 18          | Bez zmian | Zhou Guanyu      | 21   | 6      | –  | –  | –  | –  | 1  | 3  | 3  | –  | –   | –  |
| 19          | Bez zmian | Kevin Magnussen  | 21   | 3      | –  | –  | –  | –  | –  | 3  | 5  | –  | –   | –  |
| 20          | Bez zmian | Liam Lawson      | 5    | 2      | –  | –  | –  | –  | –  | –  | –  | –  | –   | –  |
| 21          | Bez zmian | Logan Sargeant   | 21   | 1      | –  | –  | –  | –  | –  | 4  | 7  | –  | –   | –  |
| 22          | Bez zmian | Nyck de Vries    | 10   | 0      | –  | –  | –  | –  | –  | 1  | 2  | –  | –   | –  |
| Źródło: FIA |           |                  |      |        |    |    |    |    |    |    |    |    |     |    |

### Konstruktorzy
| P           | +/−       | Konstruktor                  | Zgł. | Punkty | P1 | P2 | P3 | PP | NO | NS | NU | NW | WYC | DK |
| ----------- | --------- | ---------------------------- | ---- | ------ | -- | -- | -- | -- | -- | -- | -- | -- | --- | -- |
| 1           | Bez zmian | Red Bull Racing-Honda RBPT   | 42   | 822    | 20 | 6  | 3  | 13 | 10 | 2  | 2  | –  | –   | –  |
| 2           | Bez zmian | Mercedes                     | 42   | 392    | –  | 3  | 4  | 1  | 5  | 4  | 5  | –  | –   | 1  |
| 3           | Bez zmian | Ferrari                      | 42   | 388    | 1  | 2  | 5  | 7  | –  | 6  | 4  | 2  | –   | 1  |
| 4           | Bez zmian | McLaren-Mercedes             | 42   | 284    | –  | 7  | 2  | –  | 3  | 4  | 4  | –  | –   | –  |
| 5           | Bez zmian | Aston Martin Aramco-Mercedes | 42   | 273    | –  | 3  | 5  | –  | 1  | 5  | 6  | –  | 1   | –  |
| 6           | Bez zmian | Alpine-Renault               | 42   | 120    | –  | –  | 2  | –  | –  | 7  | 10 | –  | –   | –  |
| 7           | Bez zmian | Williams-Mercedes            | 42   | 28     | –  | –  | –  | –  | –  | 8  | 11 | –  | –   | –  |
| 8           | Bez zmian | AlphaTauri-Honda RBPT        | 42   | 21     | –  | –  | –  | –  | 1  | 3  | 4  | 1  | –   | –  |
| 9           | Bez zmian | Alfa Romeo-Ferrari           | 42   | 16     | –  | –  | –  | –  | 1  | 6  | 6  | –  | –   | –  |
| 10          | Bez zmian | Haas-Ferrari                 | 42   | 12     | –  | –  | –  | –  | –  | 4  | 7  | –  | –   | –  |
| Źródło: FIA |           |                              |      |        |    |    |    |    |    |    |    |    |     |    |